# Rolf-Peter Hooge
Rolf-Peter Hooge (* 1952) ist ein rechtsextremer deutscher Politiker (AfD). Er war von 2019 bis 2024 Abgeordneter im Landtag Brandenburg.

## Leben
Hooge war als Facharbeiter für Lagerwirtschaft tätig, später als Kraftfahrer und Einsatzleiter bei der Bundeswehr beschäftigt.
Hooge ist Mitglied der AfD. Bei der Landtagswahl in Brandenburg 2019 zog er über das Direktmandat im Landtagswahlkreis Oder-Spree III in den Landtag ein. Bei der Landtagswahl 2024 trat er nicht erneut an. Hooge wohnt als Rentner in Fürstenwalde/Spree.